# Paul Rand
Paul Rand (tên sinh Peretz Rosenbaum; 15 tháng 8 năm 1914 – 26 tháng 11 năm 1996) là nhà đồ họa Mỹ, nổi tiếng vì các logo mà ông thiết kế cho công ty. Rand học ở Học viện Pratt (1929–1932), the Trường Thiết kế Parsons (1932–1933), và trường Liên minh Học sinh Nghệ thuật (1933–1934). Ông là một trong những người phát minh Kiểu đồ họa Thụy Sĩ. Từ 1956 đến 1969, và lần nữa từ 1974, Rand dạy đồ họa tại Đại học Yale ở New Haven, Connecticut. Rand được đưa vào Hall of Fame của Câu lạc bộ Đạo diễn Nghệ thuật New York vào năm 1972. Ông thiết kế nhiều áp phích quảng cáo và hệ thống nhận dạng thương hiệu (corporate identity), bao gồm các logo nổi tiếng nhất của IBM, United Parcel Service (UPS), và Công ty Truyền thông Mỹ (ABC). Rand qua đời vì ung thư vào năm 1996.